# Природоохоронний статус

## Загальне визначення
Охоронний статус виду є індикатором імовірності того, що даний вид продовжить існувати в майбутньому. При присвоєнні категорій охоронного статусу до уваги береться багато факторів: не тільки кількість існуючих представників виду, але також і тенденції зміни чисельності (скорочується чи збільшується), ступінь успішності розмноження, нормальна кількість даного виду в екосистемах, де він живе, відомі фактори небезпеки та/або фактори, що сприяють виживанню виду тощо.

## Загальні системи
Найбільш всебічною довідковою системою з питання охоронного статусу видів на Землі є Червоний Список МСОП. В ньому з урахуванням як вищезгаданих загальних факторів, так і індивідуальних особливостей, характерних для кожного виду, види розподілені на 9 категорій:
- Зниклий (Extinct, EX)
- Зниклий в природі (Extinct in the Wild, EW)
- У стані критичної загрози (Critically Endangered, CR)
- У стані загрози (Endangered, EN)
- Вразливий (Vulnerable, VU)
- Близький до загрозливого стану (Near Threatened, NT)
- У стані найменшої загрози (Least Concern, LC)
- Відомості недостатні (Data Deficient, DD)
- Недосліджений (Not Evaluated, NE)

До списку зниклих видів, при цьому, відносять ті, що зникли після 1500 року.
Ще одною системою класифікації видів, існування яких під загрозою, є класифікація CITES (Convention on International Trade in Endangered Species of Wild Fauna and Flora), розроблена для запобігання міжнародній торгівлі видами в формі, яка може загрожувати їхньому існуванню.

## Міждержавні системи
В рамках Європейського Союзу для додержання норм CITES розроблений такий розділ законодавства як EU Wildlife Trade Regulations із власною базою даних, що є формою класифікації видів за ознакою вразливості. Окрім того, існують постанова ЄС про збереження природних середовищ (EU Habitats Directive) та постанова ЄС про збереження птахів (EU Birds Directive).
В межах Канади, США та Латинської Америки розроблено систему класифікації охоронного статусу видів під назвою "NatureServe conservation status". Ця система зараз має дещо відмінну від Червоного Списку МСОП систему класифікації, але чим далі, тим більше утотожнюється з прийнятою в МСОП.

## Деякі національні системи
Австралія. Діючим документом, що визначає охоронний статус виду, є "Environment Protection and Biodiversity Conservation Act" від 1999 року. В рамках документу описані види та екологічні співтовариства, існування яких під загрозою, та природа таких загроз. Категоризація відтворює таку Червоного Списку МСОП від 1994 року. Попереднім документом аналогічного правовстановчого характеру був "Endangered Species Protection Act" від 1992 року.
Бельгія. Список з приблизно 150 природних індикаторів стану екосистем публікує Інститут Дослідження Природи та Лісів.
Канада. Охоронний статус видів визначається комітетом із статусу видів, існування яких під загрозою (The Committee on the Status of Endangered Wildlife in Canada, COSEWIC). Цей комітет формує список видів, що потребують захисту, і надає його для затвердження федеральному урядові. Окрім того, всередині країни існують і локальні списки охоронюваних видів - наприклад, Червоний Список Британської Колумбії.
Китай. На державному рівні видається Червона Книга Китаю. Окрім того, окремі провінції та регіони формують свої власні списки охоронюваних видів.
Фінляндія. Велика кількість видів охоронюється в рамках національної постанови про охорону природи, а також в рамках норм законодавства, прийнятих в Євросоюзі (див. вище).
Японія. Червона Книга Японії [Архівовано 7 січня 2020 у Wayback Machine.], де описані та категоризовані види, існування яких під загрозою, видається Японським агентством з охорони оточуючого середовища. 
Нідерланди. Міністерство сільського господарства, природного середовища та якості продуктів видає список видів, існування яких під загрозою; охоронні норми встановлені відповідно до Акту про охорону природи від 1998 року. Окрім того, на території країни мають повну чинність норми ЄС.
Нова Зеландія. Департамент охорони природи видає список новозеландських видів, існування яких під загрозою (New Zealand Threat Classification System list [Архівовано 28 червня 2007 у Wayback Machine.]). В рамках цієї системи види поділяються на сім категорій: види в критично небезпечному стані (Nationally Critical); види, існування яких під загрозою (Nationally Endangered); вразливі (Nationally Vulnerable); в стані небезпечного скорочення (Serious Decline); в стані поступового скорочення (Gradual Decline); рідкісні (Sparse); мало розповсюджені (Range Restricted).
ПАР. Відповідальною організацією за формування та видання списків видів, існування яких під загрозою, є Південно-Африканський Національний Інститут Біорізноманіття (South African National Biodiversity Institute), заснований відповідно до постанови National Environmental Management: Biodiversity Act, 2004. Окрім того, даний інститут відповідає за моніторінг додержання правил та настанов CITES на території ПАР.
США. Список видів, існування яких під загрозою, формується та видається згідно з Endangered Species Act від 1973 року.
Україна. Міністерство охорони навколишнього седеровища формує анотований список видів, існування яких під загрозою, і видає його в рамках Червоної Книги України.

## Довідники споживача
Довідники споживача щодо морепродуктів, такі як "Seafood Watch", загалом поділяють риб та інших водних істот за ознакою небезпеки зникнення на три категорії:
- Червона (рекомендовано уникати споживання)
- Жовта або оранжева (в разі можливості рекомендовано знайти замінювач)
- Зелена (вживання без обмежень; екологічно відновлюваний ресурс)

Наведені категорії віддзеркалюють не тільки ступінь небезпеки для виду, викликану його споживанням, але й те, наскільки екологічно небезпечним способом проводився його видобуток: аргументом за вміщення до «жовтої» або «червоної» категорії може бути вилов за допомогою донного тралу, або як т. зв. «прилов» — у снасті, призначені для вилову інших видів. У рамках даного підходу класифікуються як окремі види (наприклад, голубоперий тунець), так і групи видів (наприклад, кальмари).
Товариство з охорони морських середовищ видає список водних видів, що застосовуються для харчування, поділений на 5 категорій. Цей список доступний на сайті Fishonline [Архівовано 10 грудня 2015 у Wayback Machine.].